# 岩井三郎
岩井 三郎（いわい さぶろう、1865年 - 1956年〈昭和31年〉10月30日）は、1895年（明治28年）に創業された日本最古の探偵事務所「岩井三郎事務所」（現・株式会社ミリオン資料サービス）創業者。大正時代初期に起こったシーメンス事件の解決に寄与した探偵。なお、「岩井三郎」は明治時代の創業者から名前が3代継承された。

## 来歴
元警視庁警察官。司法主任として日清戦争当時にスパイの摘発を行った。退職後、私立探偵業として岩井三郎事務所を開業した。上述のシーメンス事件のほか、「花王歯磨密造事件」「古河炭鉱詐欺事件」「のちの満州馬賊伊達順之助による射殺事件」などの解決に寄与した。

## 著書
- 『探偵実話 魔鏡』博文館、1921年12月28日。 NCID BA90240209。全国書誌番号:42013215 NDLJP:919090。

## 2代目以降
2代目岩井三郎は第二次世界大戦後より弁護士業を兼務しながら1956年（昭和31年）まで事務所を営業。その後3代目岩井三郎に業務が引き継がれ、2年余りの期間警察予備隊情報将校を勤めた。